# Tylko ciebie chcę (film)
Tylko ciebie chcę (hiszp. Tengo ganas de ti) – hiszpański melodramat z 2012 roku w reżyserii Fernando Gonzáleza Moliny, powstały na podstawie powieści Federico Moccii o tym samym tytule. Zdjęcia kręcono w Barcelonie i Gironie. Kontynuacja filmu Trzy metry nad niebem (2010).

## Fabuła
Hache po pobycie w Londynie postanowił wrócić do Barcelony. Wszyscy i wszystko wokół niego się zmieniło. On też. Ale jedna rzecz pozostała taka sama. Bohater nie może zapomnieć Babi, wielkiej miłości swojego życia. Babi ułożyła swoje życie i jest zaręczona z innym mężczyzną. Hache zmienia środowisko, przyjaciół, pracę. W ten sposób spotyka Gin, zwariowaną dziewczynę, z którą zaczyna flirt. Czy jednak mężczyzna potrafi zapomnieć o swoich uczuciach do Babi?

## Obsada
- Mario Casas – Hache
- Clara Lago – Gin
- María Valverde – Babi
- Nerea Camacho – Daniela
- Diego Martín – Alejandro
- Marina Salas – Katina
- Luis Fernández – Chino
- Antonio Velázquez – Serpiente
- Ferran Vilajosana - Luque
- Carme Elías - Matka H.
- Manu Fullola - Adriano
- Andrew Tarbet - Joaquín
- Cristina Plazas - Rafaela
- Carles Francino - Vidal
- Jordi Bosch - Claudio